# Bourbach-le-Bas
Pour les articles homonymes, voir Bourbach.
Bourbach-le-Bas [buʁbak lə ba]  est une commune française située dans l'aire d'attraction de Mulhouse et faisant partie de la collectivité européenne d'Alsace (circonscription administrative du Haut-Rhin), en région Grand Est.
Cette commune se trouve dans la région historique et culturelle d'Alsace.
Ses habitants sont appelés les Bas-Bourbachois et les Bas-Bourbachoises.

## Géographie

### Localisation
Le territoire communal repose sur le bassin houiller stéphanien sous-vosgien.
C'est une des 188 communes du parc naturel régional des Ballons des Vosges.
| Bourbach-le-Haut | Rammersmatt     |            |
| Masevaux         | Bourbach-le-Bas | Roderen    |
| Lauw             | Sentheim        | Guewenheim |

### Hydrographie

#### Réseau hydrographique
La commune est dans le bassin versant du Rhin au sein du bassin Rhin-Meuse. Elle est drainée par le Bourbach, le Michelbach et le Kaltenbach,,.

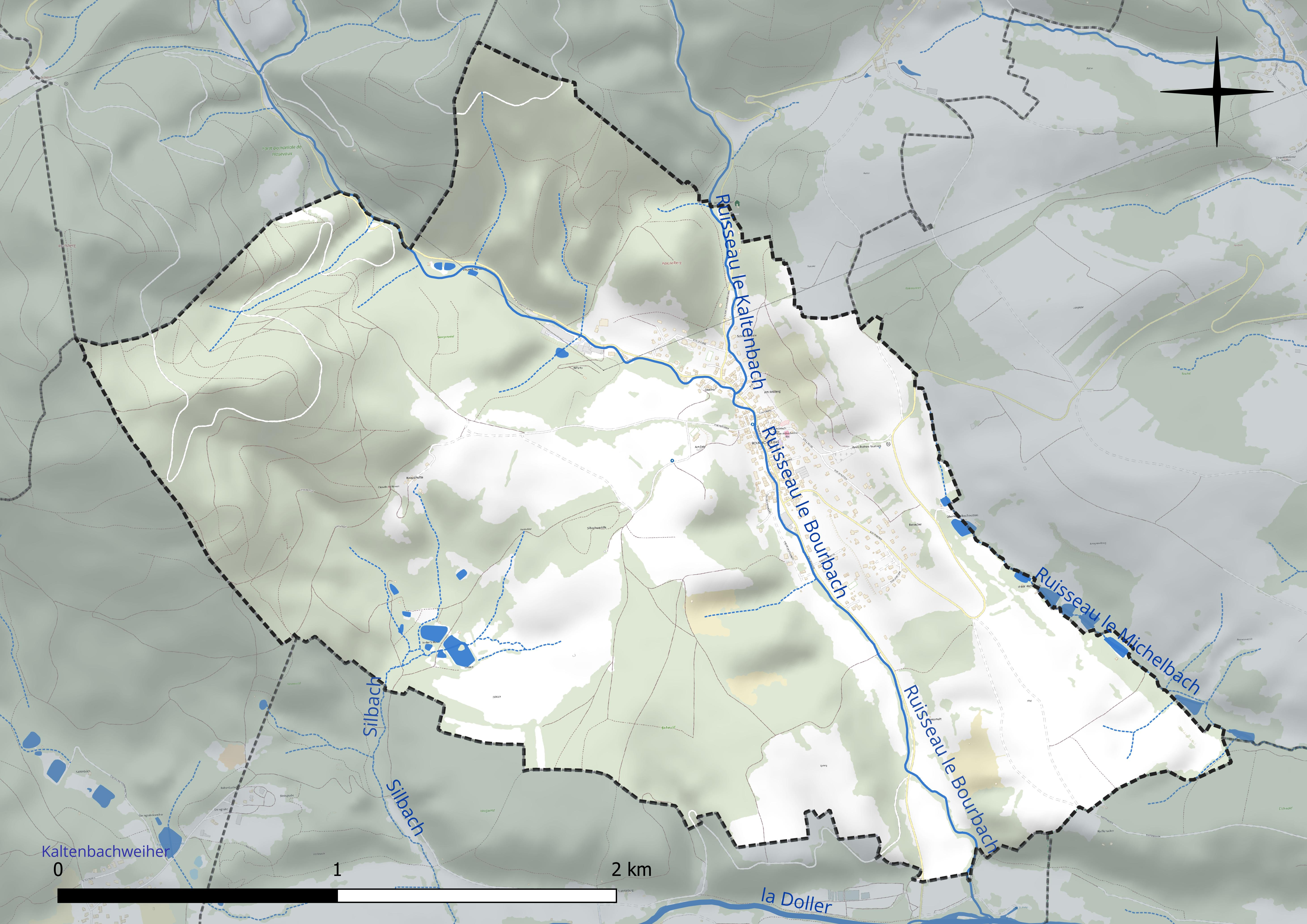
Réseau hydrographique de Bourbach-le-Bas.

#### Gestion et qualité des eaux
Le territoire communal est couvert par le schéma d'aménagement et de gestion des eaux (SAGE) « Doller ». Ce document de planification concerne le bassin versant de la Doller dont le territoire s’étend sur 280 km2. Il a été approuvé le 15 janvier 2020. La structure porteuse de l'élaboration et de la mise en œuvre est le syndicat mixte « Rivières de Haute-Alsace ». 
La qualité des cours d’eau peut être consultée sur un site dédié géré par les agences de l’eau et l’Agence française pour la biodiversité. 

### Climat
Pour des articles plus généraux, voir Climat du Grand Est et Climat du Haut-Rhin.
En 2010, le climat de la commune est de type climat de montagne, selon une étude du Centre national de la recherche scientifique s'appuyant sur une série de données couvrant la période 1971-2000. En 2020, Météo-France publie une typologie des climats de la France métropolitaine dans laquelle la commune est exposée à un climat semi-continental et est dans la région climatique  Vosges, caractérisée par une pluviométrie très élevée (1 500 à 2 000 mm/an) en toutes saisons et un hiver rude (moins de 1 °C). 
Pour la période 1971-2000, la température annuelle moyenne est de 9,7 °C, avec une amplitude thermique annuelle de 17,2 °C. Le cumul annuel moyen de précipitations est de 1 113 mm, avec 11,3 jours de précipitations en janvier et 10,6 jours en juillet. Pour la période 1991-2020, la température moyenne annuelle observée sur la station météorologique de Météo-France la plus proche, « Bits.-lès-Thann », sur la commune de Bitschwiller-lès-Thann à 6 km à vol d'oiseau, est de 10,0 °C et le cumul annuel moyen de précipitations est de 1 309,4 mm. 
La température maximale relevée sur cette station est de 38,9 °C, atteinte le 7 août 2015 ; la température minimale est de −19,5 °C, atteinte le 12 janvier 1987,,. 
Les paramètres climatiques de la commune ont été estimés pour le milieu du siècle (2041-2070) selon différents scénarios d'émission de gaz à effet de serre à partir des nouvelles projections climatiques de référence DRIAS-2020. Ils sont consultables sur un site dédié publié par Météo-France en novembre 2022.

## Urbanisme

### Typologie
Au 1er janvier 2024, Bourbach-le-Bas est catégorisée commune rurale à habitat dispersé, selon la nouvelle grille communale de densité à sept niveaux définie par l'Insee en 2022.
Elle est située hors unité urbaine. Par ailleurs la commune fait partie de l'aire d'attraction de Mulhouse, dont elle est une commune de la couronne,. Cette aire, qui regroupe 132 communes, est catégorisée dans les aires de 200 000 à moins de 700 000 habitants,.

### Occupation des sols
L'occupation des sols de la commune, telle qu'elle ressort de la base de données européenne d’occupation biophysique des sols Corine Land Cover (CLC), est marquée par l'importance des forêts et milieux semi-naturels (52,8 % en 2018), une proportion identique à celle de 1990 (52,8 %). La répartition détaillée en 2018 est la suivante : 
forêts (52,8 %), prairies (19,6 %), terres arables (14,8 %), zones agricoles hétérogènes (6,7 %), zones urbanisées (6,1 %). L'évolution de l’occupation des sols de la commune et de ses infrastructures peut être observée sur les différentes représentations cartographiques du territoire : la carte de Cassini (XVIIIe siècle), la carte d'état-major (1820-1866) et les cartes ou photos aériennes de l'IGN pour la période actuelle (1950 à aujourd'hui).

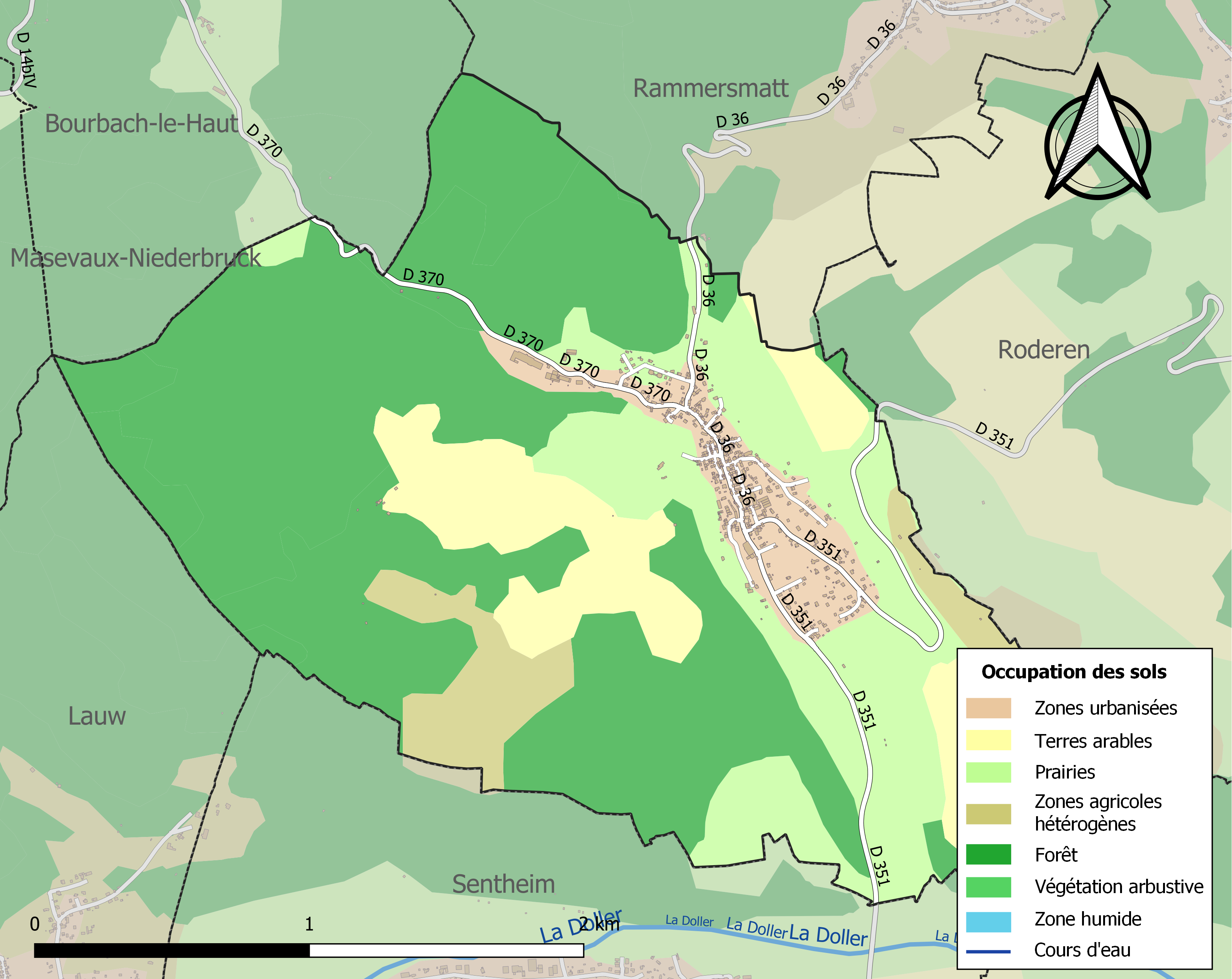
Carte des infrastructures et de l'occupation des sols de la commune en 2018 (CLC).

## Toponymie
- Zu Niederburbach (1579), Buorbach (1581), Niderburbach (1793), Burbach-le-Bas (1801).
- En allemand : Niederburbach[19].

## Histoire
Village mentionné pour la première fois en 1347.

## Politique et administration

### Découpage territorial
La commune de Bourbach-le-Bas est membre de la communauté de communes de Thann-Cernay , un établissement public de coopération intercommunale (EPCI) à fiscalité propre créé le 31 décembre 2012 dont le siège est à Cernay. Ce dernier est par ailleurs membre d'autres groupements intercommunaux.
Sur le plan administratif, elle est rattachée à l'arrondissement de Thann-Guebwiller, à la circonscription administrative de l'État du Haut-Rhin, en tant que circonscription administrative de l'État, et à la région Grand Est. 
Sur le plan électoral, elle dépendait jusqu'en 2020 du  canton de Cernay pour l'élection des conseillers départementaux au sein du conseil départemental du Haut-Rhin. Depuis le 1er janvier 2021, elle dépend du même canton pour l'élection des conseillers d'Alsace au sein de la collectivité européenne d'Alsace.

### Élections municipales et communautaires

#### Liste des maires
| Période                                  | Période                   | Identité                                         | Étiquette | Qualité |
| ---------------------------------------- | ------------------------- | ------------------------------------------------ | --------- | ------- |
| mars 2001                                | 2008                      | Pierre-Marie Kolb                                |           |         |
| mars 2008                                | 2014                      | Jean Wolfarth                                    |           |         |
| mars 2014                                | juin 2018                 | Delphine Thuet                                   |           |         |
| 12 juin 2018                             | En cours (au 31 mai 2020) | Pierre-Marie Kolb Réélu pour le mandat 2020-2026 |           |         |
| Les données manquantes sont à compléter. |                           |                                                  |           |         |

### Finances communales
En 2014, le budget de la commune était constitué ainsi :
- total des produits de fonctionnement : 445 000 €, soit 720 € par habitant ;
- total des charges de fonctionnement : 290 000 €, soit 468 € par habitant ;
- total des ressources d'investissement : 442 000 €, soit 714 € par habitant ;
- total des emplois d'investissement : 82 000 €, soit 132 € par habitant ;
- endettement : 287 000 €, soit 464 € par habitant.

## Population et société

### Démographie
L'évolution du nombre d'habitants est connue à travers les recensements de la population effectués dans la commune depuis 1793. Pour les communes de moins de 10 000 habitants, une enquête de recensement portant sur toute la population est réalisée tous les cinq ans, les populations de référence des années intermédiaires étant quant à elles estimées par interpolation ou extrapolation. Pour la commune, le premier recensement exhaustif entrant dans le cadre du nouveau dispositif a été réalisé en 2005.

En 2022, la commune comptait 555 habitants, en évolution de −2,46 % par rapport à 2016 (Haut-Rhin : +0,66 %, France hors Mayotte : +2,11 %).
| 1793 | 1800 | 1806 | 1821 | 1831 | 1836 | 1841 | 1846 | 1851  |
| ---- | ---- | ---- | ---- | ---- | ---- | ---- | ---- | ----- |
| 580  | 719  | 707  | 801  | 935  | 966  | 948  | 964  | 1 011 |

| 1856 | 1861  | 1866  | 1871  | 1875  | 1880 | 1885 | 1890 | 1895 |
| ---- | ----- | ----- | ----- | ----- | ---- | ---- | ---- | ---- |
| 953  | 1 061 | 1 050 | 1 074 | 1 009 | 974  | 908  | 786  | 743  |

| 1900 | 1905 | 1910 | 1921 | 1926 | 1931 | 1936 | 1946 | 1954 |
| ---- | ---- | ---- | ---- | ---- | ---- | ---- | ---- | ---- |
| 677  | 733  | 657  | 610  | 601  | 535  | 537  | 500  | 481  |

| 1962 | 1968 | 1975 | 1982 | 1990 | 1999 | 2005 | 2006 | 2010 |
| ---- | ---- | ---- | ---- | ---- | ---- | ---- | ---- | ---- |
| 518  | 475  | 490  | 487  | 508  | 563  | 618  | 625  | 617  |

| 2015 | 2020 | 2022 | - | - | - | - | - | - |
| ---- | ---- | ---- | - | - | - | - | - | - |
| 578  | 552  | 555  | - | - | - | - | - | - |

## Économie

### Agriculture
La viticulture à flanc de coteaux se développe dans la commune à partir du Moyen Âge sous la direction de l’abbaye de Masevaux. Le terroir est toutefois de qualité moyenne : si le sol, formé de sable de grès des Vosges et enrichi de lits d’argiles, est favorable, le climat est en revanche peu adapté. On n’y cultive donc pas de cépages nobles, mais des cépages ordinaires précoces, tels le Trollinger, le Rausching ou l’Elbling. Cette spécialisation viticole disparaît au XIXe siècle au profit de la polyculture, puis la viticulture disparaît progressivement à partir de la fin du XIXe siècle en raison des ravages causés par le puceron des vignes. Au début du XXIe siècle, il ne subsiste que quelques parcelles cultivées pour un usage personnel.

### Revenus de la population et fiscalité

#### Fiscalité
Taux de fiscalité en 2014 :
- taxe d'habitation : 6,67 % ;
- taxe foncière sur les propriétés bâties : 10,30 % ;
- taxe foncière sur les propriétés non bâties : 66,80 % ;
- taxe additionnelle à la taxe foncière sur les propriétés non bâties : 0,00 % ;
- cotisation foncière des entreprises : 0,00 %.

## Culture locale et patrimoine

### Lieux et monuments

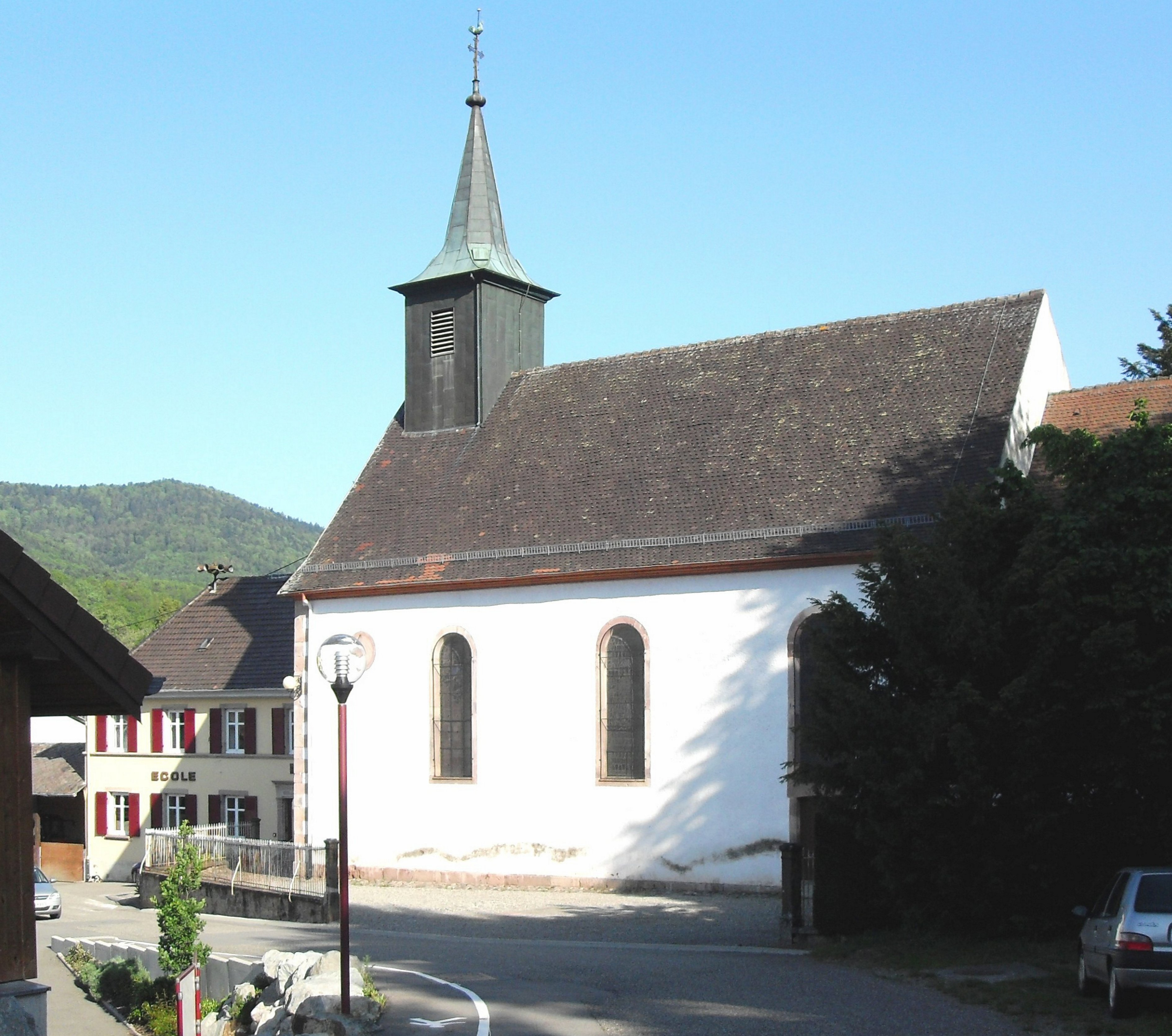
L'église Saint-Apollinaire.

- Église Saint-Apollinaire de 1769[31] :
  - sa cloche de 1825[32] ;
  - son orgue Callinet Frères de 1843[33],[34].
- Chapelle des Mineurs[35],[36].
- Calvaire[37],[38].
- École de 1832[39].
- Monuments commémoratifs[40].
- Bornes des XVIe siècle et XVIIIe siècle[41],[42],[43].
- Les moulins de Bourbach-le-Bas[44].

### Personnalités liées à la commune
- Auguste Wicky, maire de Mulhouse (1925-1940, 1944-1947), est né à Bourbach-le-Bas en 1873.
- Jean Nasica, médecin et résistant français, décédé lors d'une fusillade entre résistants et Allemands sur la commune en 1944.

### Héraldique
| Blason de Bourbach-le-Bas | Les armes de Bourbach-le-Bas se blasonnent ainsi : « De gueules à l'épi de blé en pal tigé et feuillé, accosté d'une navette de tisserand et d'une lampe de mineur, le tout d'or, à la terrasse fasce ondée d'argent et d'azur de quatre pièces. » |